# Borborema (Paraíba)
Pour les articles homonymes, voir Borborema.
Borborema est une ville brésilienne de l'est de l'État de la Paraíba.
Sa population était estimée à 5 009 habitants en 2007. La municipalité s'étend sur 26 km2.